# Craticulina fimbriata
Craticulina fimbriata är en tvåvingeart som beskrevs av Mario Bezzi 1911. Craticulina fimbriata ingår i släktet Craticulina och familjen köttflugor. Inga underarter finns listade i Catalogue of Life.